# Bukovčani
Bukovčani is een plaats in de gemeente Lipik in de Kroatische provincie Požega-Slavonië. De plaats telt 36 inwoners (2001).